# Angelo Guglielmi
Angelo Guglielmi (Arona, 2 aprile 1929 – Roma, 11 luglio 2022) è stato un critico letterario, saggista, giornalista e dirigente pubblico italiano.

## Biografia
Angelo Guglielmi nacque ad Arona, in provincia di Novara, da genitori pugliesi.
Ma in Piemonte vi è stato per poco tempo. Dopo aver ottenuto nel 1951 la laurea in lettere all'Università di Bologna insegnò per qualche anno nelle scuole medie di Cento e Ferrara.
Nel 1954 superò il concorso per entrare alla Rai; dal 1976 al 1987 fu capostruttura di Rai 1. Tra i programmi da lui ideati si ricorda Bontà loro, storica trasmissione condotta da Maurizio Costanzo. Prima di divenire direttore di Rai 3, fu a capo del Centro di produzione Rai di via Teulada in Roma.
Scrisse per Paese Sera e per il Corriere della Sera, nonché su numerose riviste, e fondò il collettivo letterario neo-avanguardista Gruppo 63 con Umberto Eco ed Edoardo Sanguineti. Numerose le pubblicazioni, alcune delle quali scritte a quattro mani con Stefano Balassone, suo vice alla guida di Rai 3.
Negli anni sessanta fu ideatore di una trilogia televisiva dedicata alle Vite di personaggi celebri:
- Vita di Michelangelo (1964)
- Vita di Dante (1965)
- Vita di Cavour (1967)

Angelo Guglielmi ospite di una puntata del programma televisivo Mixer cultura nel 1987

Dal 1987 al 1994 ricoprì la carica di direttore di Rai 3, passata dal controllo della DC a quello del PCI. Succedette a Giuseppe Rossini, il primo direttore della rete, e trovò un'emittente dai bassi ascolti (era superata nell'audience anche dalle syndication e dalle TV locali), priva di una chiara linea editoriale. In pochi mesi la trasformò in un canale dinamico e innovativo, grazie all'introduzione del concetto di TV-verità. Per rispondere ai detrattori, uno dei nuovi personaggi della rete, Corrado Augias, a una domanda rispose: "Non è una TV-verità, piuttosto è una TV-realtà". Angelo Guglielmi permise per la prima volta che un programma criticasse apertamente Giulio Andreotti, allora uno dei politici più influenti. Sotto la sua direzione nacquero programmi che segnarono la storia televisiva, alcuni dei quali in onda per molti anni (ed alcuni tuttora trasmessi) come Telefono giallo, Samarcanda, Linea rovente, Un giorno in pretura, La TV delle ragazze, Blob, Fuori orario. Cose (mai) viste, Chi l'ha visto?, Mi manda Lubrano (poi re-intitolato Mi manda Raitre), Io confesso, Magazine 3, Avanzi, Ultimo minuto, Quelli che il calcio (passato nel 1998 su Rai 2), Da Storia Nasce Storia, Tunnel e Storie maledette; tra i conduttori e i personaggi della rete vi erano Corrado Augias, Michele Santoro, Donatella Raffai, Enrico Ghezzi, Marco Giusti, Roberta Petrelluzzi, Serena Dandini, Antonio Lubrano, Fabio Fazio, Piero Chiambretti, Giuliano Ferrara, Daniele Luttazzi, Simonetta Martone, Maurizio Mannoni e Franca Leosini; nel frattempo lo share medio passò in pochi mesi da meno dell'1% ad oltre il 10%. Di Guglielmi fu l'idea di mettere in bianco e nero e fra virgolette rosse le annunciatrici dei programmi.
Svolse parallelamente l'attività di critico letterario (soprattutto su l'Espresso) e diventò uno dei più temuti critici della nuova narrativa italiana.
Dal 1995 al 2001 fu presidente e amministratore delegato dell'Istituto Luce. Dal 2004 al 2009 venne chiamato da Sergio Cofferati nella giunta comunale di Bologna in qualità di assessore alla cultura.
Curò un blog sul sito internet de Il Fatto Quotidiano.
Era il fratello di Giuseppe e Guido Guglielmi.
È morto a Roma l'11 luglio 2022, all'età di 93 anni. Il giorno dopo la sua morte Guglielmi è stato ricordato pubblicamente e solennemente presso la Casa del cinema di Roma.
A seguito della sua scomparsa lo studio 2 del CPTV Rai di Via Teulada/CPTV Raffaella Carrà (da cui vanno in onda due delle trasmissioni nate sotto la sua direzione, Chi l'ha visto? ed Un giorno in pretura) è stato a lui intitolato.

## Dichiarazioni
Pochi anni prima di morire scrisse: "Io non ho mai scritto di me; ho in odio l'autobiografia, ritenendola il male degli ultimi trent'anni della narrativa italiana, ma sento il bisogno di esternare alcuni ricordi della mia vita di bambino e di adolescente. Giacché molte cose non tornano nella mia vita, e ciò che pare certo diventa pericolante né impedisce esiti finali indesiderati. Forse il contenuto di quei ricordi ci fornisce qualche luce di chiarimento."
Un suo motto era "Più libri, più liberi"; una sua frase "La cultura non è una cosa, ma un modo di fare le cose".